# Vervoermiddel

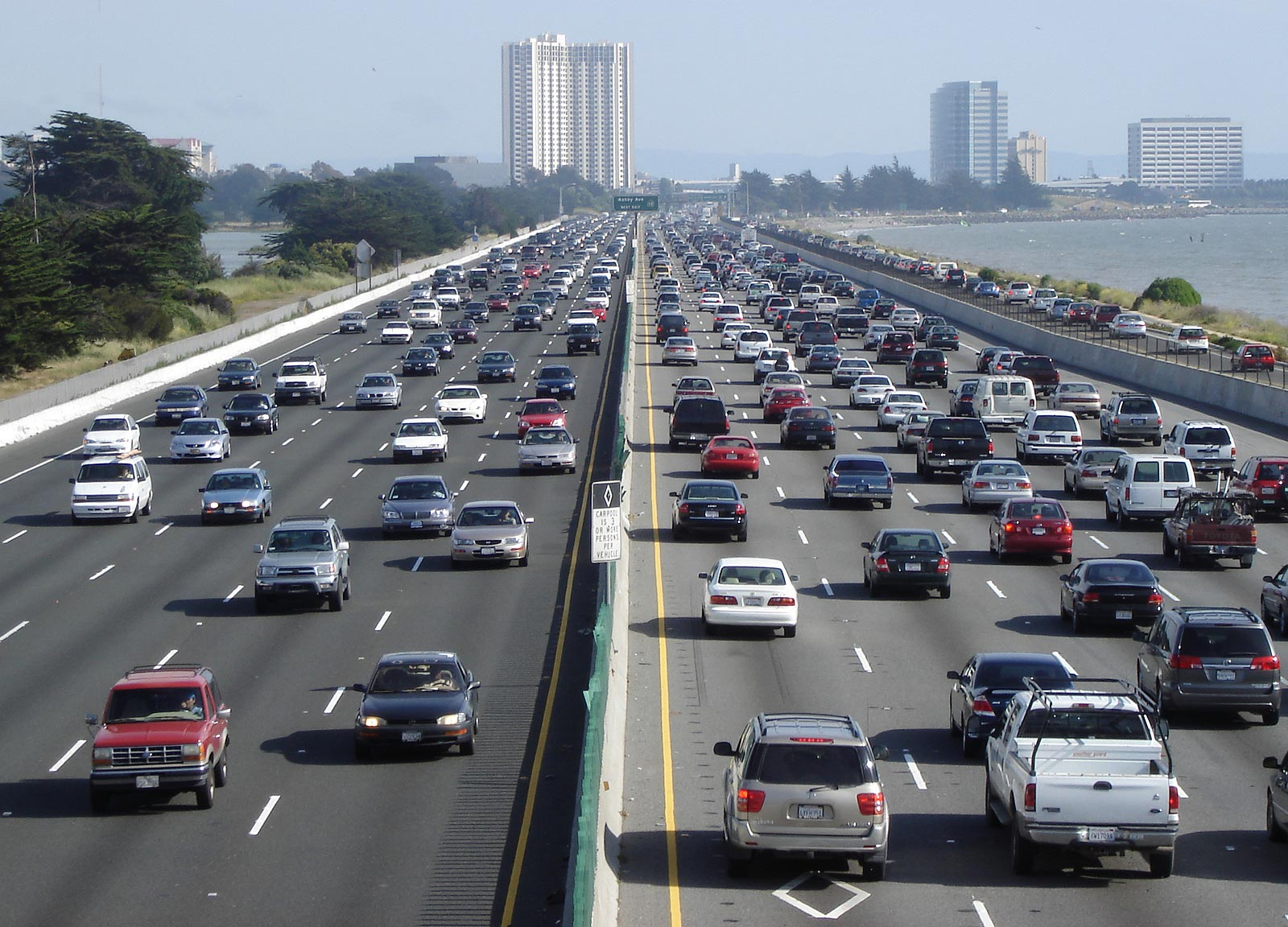
Het bezit van een modern, gemotoriseerd eigen vervoermiddel heeft een hoge vlucht genomen

Met een vervoermiddel, transportmiddel, voertuig of vaartuig worden mensen, goederen en/of dieren van de ene naar de andere plaats getransporteerd, ook wel verplaatsen of vervoeren genoemd. Vervoermiddelen kennen verschillende vervoerwijzen, zoals rijden, varen of vliegen. De term voertuig wordt over het algemeen gebruikt voor vervoermiddelen die over land gaan. Vervoermiddelen over of door water, lucht en ruimte worden vaartuigen genoemd.
Een vervoermiddel kan door menskracht, een trekdier, mechanisch, of door windkracht worden voortbewogen.
Afhankelijk van het vervoermiddel, zijn er technische (veiligheids)vereisten of is een toelating nodig voor het besturen ervan, zoals doorgaans een rijbewijs voor het besturen van een motorvoertuig op de openbare weg.